# Wauja
Les Waujá (aussi écrit « waura » ou « uaura ») sont un peuple du Haut-Xingu (région et système culturel), vivant dans le parc indigène du Xingu, État du Mato Grosso, au Brésil. 
Des artéfacts wauja sont présents dans diverses collections ethnographiques, notamment au Musée National d'ethnologie à Lisbonne. 

## Langue
La langue wauja est de la famille linguistique arawak. 